# Yannick Desiron
Yannick Desiron, né le 6 avril 1992 à Edegem en Belgique, est un joueur belge de basket-ball. Mesurant 2,08 m, il évolue principalement au poste de pivot.

## Carrière de joueur

### Carrière en club
En mars 2011, Desiron fait le choix de s'engager pour trois ans avec l'Optima Gand, déclinant ainsi des offres d'équipes comme les Giants ou de Liège. Il estime que rejoindre Gand lui offrira plus de temps de jeu. Son contrat inclut une double affiliation avec le Gembo BBC, permettant ainsi à Desiron de bénéficier de davantage de temps de jeu en deuxième division. Avec le Gembo, il remporte le championnat de deuxième division en avril 2012, suivi d'une victoire dans la coupe de Flandre un mois plus tard. Sous les ordres d'Yves Defraigne à Gand, Desiron totalise 46 minutes de temps de jeu en 9 rencontres d'Ethias League sur toute la saison.
En 2012 il rejoint les Louvain Bears. Il s'engage également avec Gembo BBC en double affiliation après la dernière saison réussie. Avec le Gembo il remporte à nouveau le titre de champion de deuxième division an avril 2013. Avec les Bears il devient une valeur sûre en Ethias League et joue la quasi-totalité des rencontres de la saison 2012-2013.
Le 30 mars 2015 il signe au Hubo Limbourg United en tant que joueur de rotation. Dès sa première saison dans le Limbourg, il atteint les demi-finales des play-offs du championnat avec le club, mais s'incline face à Ostende, futur champion. Cette saison réussie offre une première expérience européenne à Desiron en Coupe d'Europe FIBA la saison suivante. Le 19 février 2017 il s'incline en finale de coupe de Belgique contre Ostende. En décembre 2017 il est sélectionné à l'Orange All Star Game. Son équipe gagne 109 à 107. Au total entre 2015 et 2018 il dispute 113 matches toutes compétitions confondues.
Il rejoint Filou Ostende en mars 2018 pour 2 ans avec une année en option. En décembre de la même année il est sélectionné pour la deuxième fois consécutive à l'Orange All Star Game. Son équipe, la Team Belgium s'incline 116 à 127. Le 10 mars 2019 il s'incline une deuxième fois de sa carrière en finale de coupe contre les Giants sur le score de 70 à 76. Il remporte son premier titre de champion de Belgique de première division le 13 juin 2019 en battant les Giants à domicile. En mars 2020 il fête son deuxième titre de champion consécutif à la suite de la l'annulation du championnat en raison du Covid-19.
Le 25 avril 2020 Desiron retourne au Hubo Limbourg United. Il remporte la Coupe de Belgique en mars 2022.
Déjà présenté lors d’une conférence du club le 16 juin, il signe officiellement au Brussels Basketball le 22 juin 2023 pour deux saisons, jusqu’en 2025.

### Carrière en équipe de Belgique
En août 2008 Desiron dispute le championnat d'Europe des moins de 16 ans. En 2009 et 2010 il dispute le championnat d'Europe des moins de 18 ans. 
En juillet 2014 il est convoqué pour un stage des Belgian Lions à Trente en Italie. Il fait son début pour la Belgique le 10 juillet 2014 lors d'un match amical contre les Pays-Bas (2 points, 3 rebonds). Il enchaine 2 autres matchs amicaux les 11 et 12 juillet contre l'Allemagne (4 points, 2 rebonds) et l'Italie (3 points, 2 rebonds), qui se terminent en défaites. De retour en Belgique, il participe à deux matchs amicaux contre la Suède les 18 et 19 juillet 2014 qui se soldent par deux victoires. Alors qu'il ne joue que peu lors du premier match (2 points), il reçoit 17 minutes de temps de jeu lors du deuxième et engrange 7 points et 2 rebonds. 
En 2015 il intègre la Basketball Elites Academy, une sélection de jeunes joueurs belges prometteurs encadrés par un staff professionnel.

## Palmarès
|  |  | Gembo BBC (nl) Championnat de Belgique de D2 - Champion : 2012, 2013 Coupe de Flandre - Vainqueur : 2012 |  | Limbourg United Coupe de Belgique - Vainqueur : 2022 - Finaliste : 2017 |  | BC Ostende Championnat de Belgique - Champion : 2019, 2020 Coupe de Belgique - Finaliste : 2019 |

## Distinctions personnelles
- 2 fois sélectionné au Orange All Star Game en 2017 et 2018.